# Vương Hậu Bân
Vương Hậu Bân (tiếng Trung giản thể: 王厚斌, bính âm Hán ngữ: Wáng Hòubīn, sinh năm 1961, người Hán) là tướng lĩnh Quân Giải phóng Nhân dân Trung Quốc. Ông là Thượng tướng, hiện là Tư lệnh Quân chủng Tên lửa. Ông từng là Phó Tư lệnh Hải quân; Phó Tham mưu trưởng Hải quân cũng như Tham mưu trưởng Hạm đội Nam Hải.
Vương Hậu Bân là đảng viên Đảng Cộng sản Trung Quốc, học vị Cử nhân Quân sự. Ông có sự nghiệp từng công tác ở hai lực lượng hải quân lớn nhất của Quân đội Trung Quốc là Hạm đội Đông Hải, Hạm đội Nam Hải, gần 45 năm phục vụ quân đội trước khi trở thành Tư lệnh Quân chủng Tên lửa.

## Tiểu sử
Vương Hậu Bân sinh năm 1961 tại huyện Nãng Sơn, nay thuộc địa cấp thị Túc Châu, tỉnh An Huy, Cộng hòa Nhân dân Trung Hoa. Ông lớn lên ở Nãng Sơn trong thời kỳ Đại cách mạng văn hóa vô sản, vào năm 1979 khi 18 tuổi thì nhập ngũ Quân Giải phóng Nhân dân Trung Quốc. Ông có nhiều năm công tác ở Bộ Tổng tham mưu, từng là Chủ nhiệm Phòng nghiên cứu Tổng hợp của Bộ Tổng tham mưu. Sau đó, ông được điều đến Hạm đội Đông Hải những năm 2010 làm Phó Tham mưu trưởng kiêm Phó Tư lệnh Căn cứ địa Chu Sơn của Hải quân, thăng quân hàm Thiếu tướng vào tháng 12 năm 2014. Tháng 1 năm 2016, ông được điều tới Hạm đội Nam Hải, nhậm chức Tham mưu trưởng của Hạm đội này, đến tháng 4 năm 2018 thì được điều trở về tổng bộ, giữ vị trí Phó Tham mưu trưởng Hải quân.
Tháng 12 năm 2018, Vương Hậu Bân được bổ nhiệm làm Phó Tư lệnh Hải quân, sau đó tròn 1 năm thì được thăng quân hàm Trung tướng Hải quân vào ngày 12 tháng 12 năm 2019. Tháng 7 năm 2023, ông được nhà lãnh đạo Tập Cận Bình phong quân hàm cao nhất của Quân Giải phóng Nhân dân Trung Quốc là Thượng tướng, được bổ nhiệm làm Tư lệnh Quân chủng Tên lửa, thay thế Ủy viên Trung ương Đảng, Thượng tướng Lý Ngọc Siêu – người bị miễn chức và điều tra các tội phạm về tham nhũng, bí mật quân sự.

## Lịch sử thụ phong quân hàm
| Quân hàm |             |             |              |  |  |  |  |  |  |  |  |
| Cấp bậc  | Thiếu tướng | Trung tướng | Thượng tướng |  |  |  |  |  |  |  |  |
|          |             |             |              |  |  |  |  |  |  |  |  |